# Пізнє важке бомбардування

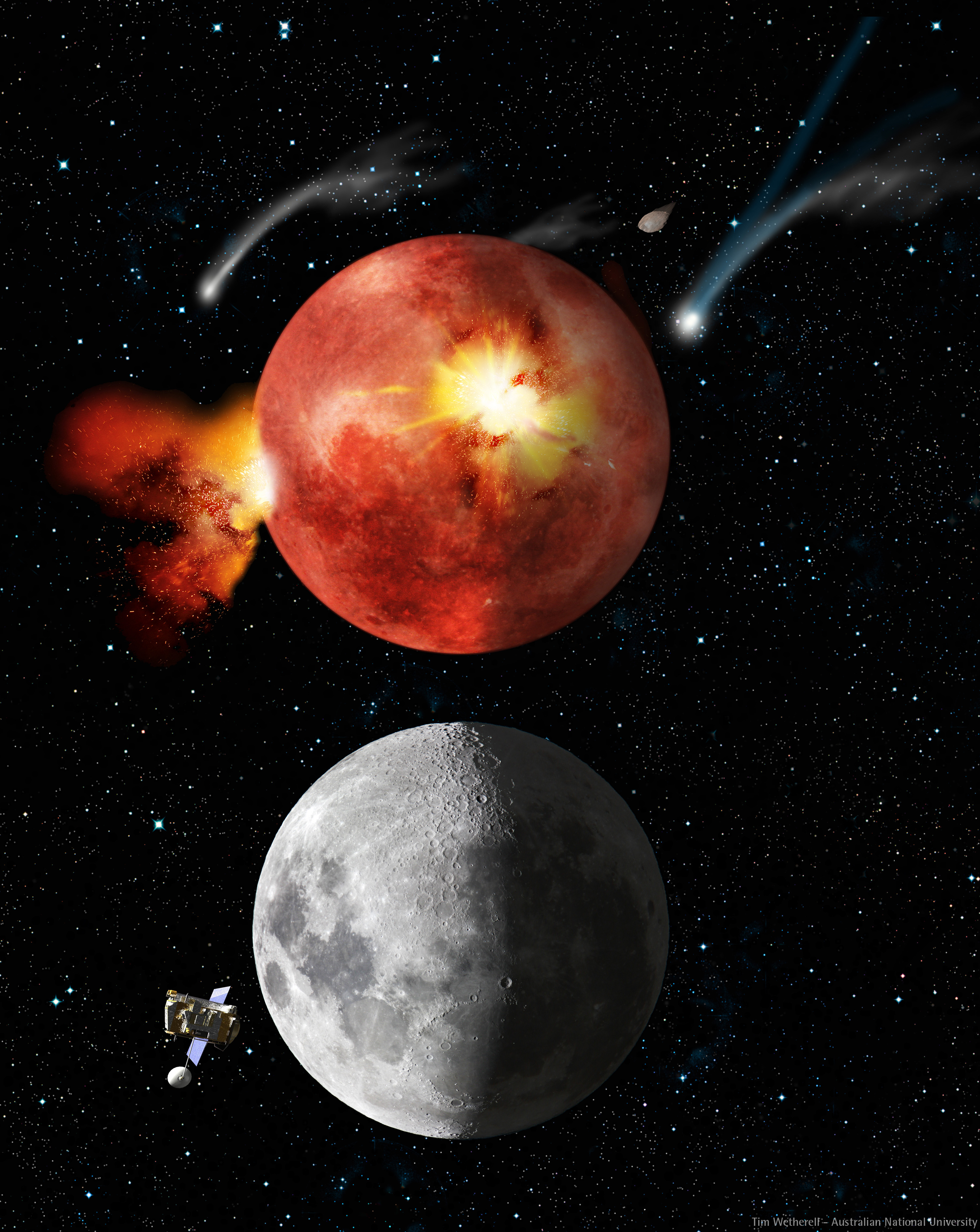
Художня ілюстрація Місяця під час пізнього важкого бомбардування (вгорі) і нині (внизу).

Пізнє важке бомбардування (також Місячний катаклізм) — період в історії ранньої Сонячної системи, приблизно 4,1—3,8 млрд років тому, упродовж якого Місяць (а також, ймовірно, внутрішні планети — Меркурій, Венера, Земля і Марс) пережив численні зіткнення з меншими небесними тілами, як вважається, з поясу астероїдів та/або поясу Койпера.
«Пізніми» описані події є лише відносно початкового періоду акреції, під час якого кам'янисті планети Сонячної системи, зокрема й Земля, сформувалися на своїх орбітах і практично досягли сучасної маси. Якщо ж порівнювати період «бомбардування» з геологічною історією Землі та загалом Сонячної системи, він є ще досить раннім у їх існуванні.
Гіпотеза базується на датуванні зразків місячного ґрунту, яке показало, що більшість розплавлених порід сформувалися в цей короткий проміжок часу. Існує декілька припущень щодо причин такого сплеску кількості астероїдів або комет у внутрішніх районах Сонячної системи. Модель Ніцци, популярна серед планетологів, стверджує, що в цей час газові гіганти здійснили орбітальну міграцію (змінили свої орбіти), що, зважаючи на їхню велику гравітацію, змінило орбіти небесних тіл поясу астероїдів та поясу Койпера так, що вони перетиналися з орбітами внутрішніх планет.
З іншого боку, деякі дослідники стверджують, що пояснення місячних зразків зовсім не вимагає існування періоду масованого «бомбардування» астероїдами, а полягає в тому, що проби були відібрані з одного гігантського ударного кратера.

## Датування
Комп'ютерне моделювання формування та еволюції Сонячної системи показало, що пізнє важке бомбардування було відразу після утворення планет 4,1—3,8 млрд років тому. Це узгоджується з моделлю Ніцци, за якою, після формування Урана та Нептуна, зміни їхніх орбіт призвели до дестабілізації орбіт астероїдів, направивши їх до внутрішніх районів Сонячної системи. Також модель передбачила, що потік астероїдів швидко виснажився, якраз до появи останнього гігантського кратера на Місяці.
Але останні наукові дослідження (на першу половину 2012 року) ставлять під сумнів однозначне визначення хронології завершення бомбардування, натомість стверджуючи, що завершення масованих зіткнень астероїдів із Землею могло бути набагато пізніше (передусім, через розміри), ніж із Місяцем. Автори дослідження зазначають, що кратери на Місяці з'являлися і після 3,9—3,8 млрд років тому, є непрямі свідчення про такі ж сліди на Землі. У ході комп'ютерного моделювання автори припустили, що пояс астероїдів 4 млрд років тому був на відстані 1,7 а. о. від Сонця (нині — 2,1 а. о.), унаслідок чого імовірність зіткнень об'єктів звідти із Землею була вдесятеро вища. Це означає, що бомбардування для Землі могло завершитися не 3,8 млрд, а 2 млрд років тому.
У рамках іншого дослідження в древніх породах були знайдені свідчення зіткнень з астероїдами в період 3,5—2 млрд років тому. Аналізуючи геологічні зразки, вчені дійшли висновку, що великі астероїди потрапляли на Землю і після 3,8 млрд років тому, причому деякі з них були більшими за відомий Юкатанський метеорит, що впав на Землю 65 млн років тому і міг вплинути на вимирання динозаврів.
Отже, пізнє важке бомбардування могло відбуватися впродовж архейського еону, у період зародження та ранньої еволюції життя, зокрема, перших ціанобактерій та археїв і, таким чином, впливати на еволюцію перших організмів.
Наприкінці 1980-х років Джордж Уезерілл розробив одну з перших програм для чисельного моделювання процесу укрупнення планетезималь.